# Marek Mora
Marek Mora (* 17. května 1971 Strakonice) je český ekonom, v letech 2017 až 2023 člen bankovní rady České národní banky (z toho v letech 2018 až 2023 jako viceguvernér). V letech 2006 až 2007 byl náměstkem ministryně školství, mládeže a tělovýchovy ČR a v letech 2007 až 2010 náměstkem vicepremiéra / ministra pro evropské záležitosti ČR a od roku 2023 je náměstkem ministra financí ČR.

## Život
Středoškolské studium začal na Gymnáziu Strakonice, v letech 1989 až 1994 vystudoval Vysokou školu ekonomickou v Praze (získal titul Ing.). Po té krátce působil v soukromém sektoru. Později absolvoval postgraduální a doktorandská studia ekonomie v Německu, a to v Saarbrückenu a v Hamburku. Poté byl vysokoškolským učitelem na univerzitě v Lipsku. Marek Mora je svobodný a bezdětný.
Od září 2002 do dubna 2003 působil jako poradce ministra průmyslu a obchodu Jiřího Rusnoka. V letech 2003 až 2006 pracoval v Evropské komisi, následně byl od září 2006 náměstkem pro evropské záležitosti a fondy ministryně školství, mládeže a tělovýchovy Miroslavy Kopicové. Funkci opustil v červenci 2007 za ministryně Dany Kuchtové.
Potom se přesunul na Úřad vlády ČR, kde byl od července 2007 do roku 2010 náměstkem vicepremiéra a později ministrů pro evropské záležitosti Alexandra Vondry, Štefana Füleho a Juraje Chmiela či poradce premiérů Mirka Topolánka a Jana Fischera. Vedl například tým, který po obsahové stránce připravil a koordinoval české předsednictví v EU v roce 2009. Byl také hlavním vládním vyjednávačem při jednáních o požadavcích prezidenta Václava Klause k Lisabonské smlouvě.
V letech 2010 až 2015 pracoval jako vedoucí kanceláře generálního tajemníka Rady Evropské unie. Od roku 2015 byl ředitelem pro rozpočet, daňovou a regionální politiku na Generálním sekretariátu Rady Evropské unie.
Dne 31. ledna 2017 jej prezident Miloš Zeman jmenoval novým členem bankovní rady České národní banky, a to s účinností od 13. února téhož roku. Od 1. prosince 2018 se stal viceguvernérem České národní banky. Posty člena bankovní rady a viceguvernéra ČNB zastával do února 2023.
Dne 1. dubna 2023 jej ministr financí Zbyněk Stanjura jmenoval svým náměstkem na ministerstvu financí. V lednu 2025 jej Vláda Petra Fialy navrhla na funkci viceprezidenta Evropské investiční banky.